# Wunder

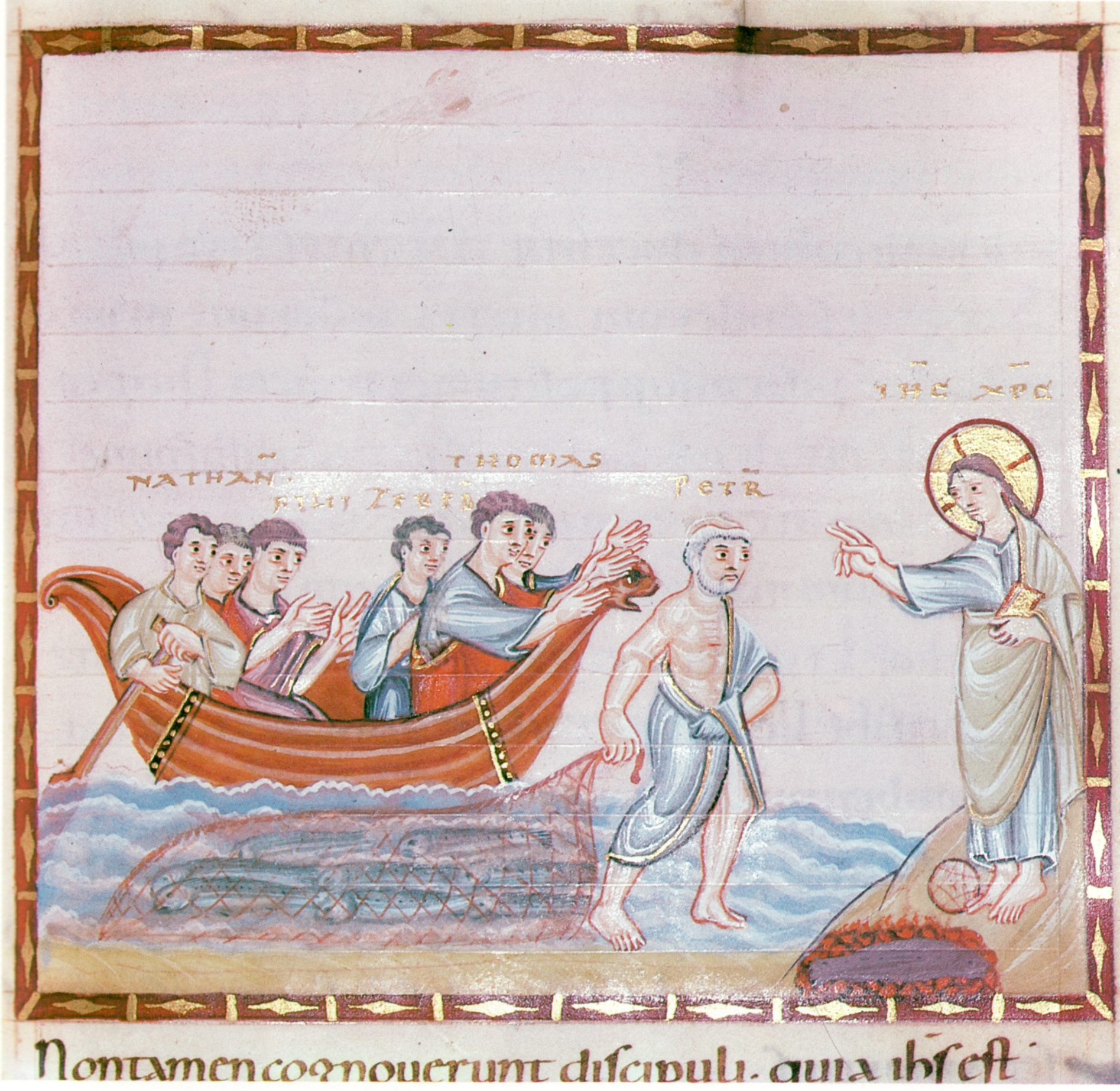
Wundersamer Fischzug der Jünger und Offenbarung Christi am See Genezareth, Illumination aus dem Codex Egberti, 10. Jhd.

Als Wunder gilt umgangssprachlich ein Ereignis, dessen Zustandekommen man sich nicht erklären kann, sodass es Verwunderung und Erstaunen auslöst. Es bezeichnet demnach allgemein etwas Erstaunliches und Außergewöhnliches.
Im engeren Sinn versteht man darunter ein Ereignis in Raum und Zeit, das menschlicher Vernunft und Erfahrung sowie den Gesetzmäßigkeiten von Natur und Geschichte scheinbar oder wirklich widerspricht. Die heutige Vorstellung von einem Wunder als „übernatürlich“ entstand erst in der Neuzeit; sie setzt Wissen um die Existenz von Naturgesetzen voraus. Für die Menschen in Antike und Mittelalter hingegen, für die bereits Phänomene wie Blitz und Donner unerklärlich waren und die einer scheinbar ungeordneten, regellosen Umwelt gegenüberstanden, war die Grenze zwischen „Möglichem“ und „Unmöglichem“ weitaus durchlässiger.

## Der Begriff
Der Begriff des vom Sich-Wundern abgeleiteten Wunders stammt aus der vom Hellenismus geprägten Antike (altgriechische Bezeichnungen: θαῦμα thaúma „Wunder, Wunderwerk“ und θαυμάσιον thaumásion „Seltsames, Wunderbares“). Er bezog sich vor allem auf erstaunliche Beobachtungen in der Natur. Unerwartete, dem Augenschein widersprechende Ereignisse wurden auch als Paradoxe bezeichnet. Um 100 n. Chr. sammelte der Ersteller paradoxographischer Schriften Phlegon von Tralles ungewöhnliche Erscheinungen, besonders bezogen auf Menschen: von der Missgeburt über die Geschlechtsumwandlung bis zur vorübergehenden Belebung eines Toten.
Im Lateinischen wurde der Begriff Mirakel (miraculum „Wunderding“) verwendet, der sich auf sensationelle, ein Publikum unterhaltende Dinge bezog, vor allem auf außergewöhnliche menschliche Leistungen. Die größten vom Menschen geschaffenen Mirakel wurden seit dem 1. Jahrhundert v. Chr. als die sieben Weltwunder bezeichnet. Der Begriff miraculum („Wunder“) wurde im Mittelalter von mirabilia („Wunderbares“) unterschieden, etwa von Caesarius von Heisterbach (um 1180 – nach 1240) in seinem Werk Dialogus miraculorum. Bei einem miraculum soll es sich um eine direkte Einwirkung Gottes handeln, der an einer Stelle die Naturgesetze außer Kraft setzt, während mirabilia allgemeiner sich auf nicht mit dem Verstand fassbare Phänomene bezieht, die als von einer höheren Macht ausgelöst erscheinen.
Die etymologische, also vom Wortstamm des Begriffes ausgehende Deutung des Wortes Wunder (althochdeutsch wuntar) gehört vielleicht zu indogermanisch „uen“ („verlangen“). „Wunder“ wäre dann verwandt mit „Wunsch“.
Vor der allgemeinen Anerkennung der Naturgesetze im Zuge der Aufklärung galt als Wunder, wenn ein Wesen etwas vollbringt, was nicht in seine „Zuständigkeit“ fällt. Nach der Aufklärung galt als Wunder eine Durchbrechung der Naturgesetze.

## Überblick
Der Begriff Wunder umfasst all diejenigen Ereignisse, die dem Eingreifen einer Gottheit oder metaphysischen Kraft zugeschrieben werden.
Die philosophische Metaphysik und die Theologie – besonders in der vom Christentum geprägten Geschichte Europas – sehen hinter solchen Ereignissen unter Umständen eine unbekannte bzw. unsichtbare Ursache höherer Ordnung, die auf das Wirken einer nicht den Naturgesetzen unterworfenen Macht verweist. Jedoch unterscheidet die Theologie selbst verschiedene Wunderbegriffe: Sie bezeichnet isolierte, punktuelle – tatsächliche oder scheinbare – Ausnahmen vom Kausalgesetz oft als „Mirakel“, im Unterschied zu einem Wunder, das auf göttliches Eingreifen zurückgeführt wird.
Der von einem geschlossenen, nur naturwissenschaftlich begründbaren Weltbild ausgehende Rationalismus und der nur von überprüfbarer Erfahrung ausgehende Empirismus bestreiten die Möglichkeit von Wundern grundsätzlich. Agnostizismus und Skeptizismus bestreiten die Erkennbarkeit höherer Ursachen, so dass sie Wundern und Wunderglauben keinerlei Relevanz für das Leben im Diesseits zubilligen. Der weltanschauliche Atheismus bekämpft den Wunderglauben als Aberglauben.
Der Theismus rechnet grundsätzlich mit der Möglichkeit von Wundern. Der Pantheismus setzt das Welt- und Naturgeschehen mit dem Wirken Gottes unmittelbar in eins, so dass das Dasein der Welt selbst als Wunder erscheint.
In einer naturalistisch reflektierten Sicht auf die Welt sind Wunderberichte der Ausdruck für die ungeprüfte Annahme, es mit einer punktuellen Durchbrechung von Naturgesetzen und des Kausalzusammenhangs im Geschichtslauf zu tun zu haben. Für solche Ereignisse prägt die Philosophie auch den Begriff der Kontingenz und räumt damit die prinzipielle Möglichkeit von naturwissenschaftlich (noch) unerklärbaren Ereignissen als „nicht notwendig, aber auch nicht unmöglich“ ein. Dazu zählt etwa das postulierte Phänomen der starken Emergenz, welches das vollkommen unerklärliche (will sagen: nicht auf Einzelfaktoren oder deren Eigenschaften zurückführbare) Erscheinen gänzlich neuer Eigenschaften bezeichnet. Emergenz spielt vor allem eine Rolle bei der Entstehung von Bewusstsein in der Philosophie des Geistes. Da die starke Form jedoch (abgesehen von der fehlenden Annahme einer metaphysischen Ursache) stark einem Wunder ähnelt, wird sie vielfach für unmöglich gehalten.
Im Rahmen der Geschichtsforschung werden Wunderberichte grundsätzlich mit Skepsis betrachtet. Trotz der Häufigkeit solcher Berichte in antiken und mittelalterlichen Quellen widmet sich die Geschichtstheorie kaum diesem Thema.
Laut einer Befragung von 1003 Personen in Deutschland im März 2019 glauben 66 Prozent an Wunder. Unter Frauen ist der Glaube ausgeprägter als unter Männern (75 zu 57 Prozent), in Westdeutschland größer als in Ostdeutschland (67 zu 62 Prozent). In unterschiedlicher Hinsicht lassen sich künstlerische Arbeiten z. B. von Joseph Beuys als wundertätige Objekte deuten.

## Wunder in der hellenistischen Antike
Aus der griechischen Antike gibt es Berichte über Wunder, die von Herakles bewirkt worden sein sollen. Sie wurden von der altgriechischen Theologie als Hinweis für die Göttlichkeit Herakles gelesen und wurden von europäischen Kulturen zum Anlass genommen, Herakles zu verehren. Unter seinen zahlreichen wunderbaren Handlungen sind die „zwölf Arbeiten des Herakles“, die ihm von König Eurystheus auferlegt wurden und die übermenschliche Kämpfe und eigentlich unmögliche Aufgaben beinhalteten.
Aristeas von Prokonnesos soll laut Herodot gestorben und wieder auferstanden sein.
Der Philosoph Apollonios von Tyana soll geboren worden sein, indem seine Mutter beim Blumenpflücken von einem Blitz getroffen wurde. Später soll er selbst Wunder vollbracht haben, unter anderem ein verstorbenes Mädchen wieder zum Leben erweckt haben.
Die Historiker Tacitus und Sueton berichten von einem Heilungswunder, das der Kaiser Vespasian bewirkt habe. Die Erzählung hat die gleiche Struktur wie die Heilungswunder, die man im Neuen Testament findet. Als Sinn des Wunders wird von Sueton selbst angegeben, dass damit Vespasians Majestät von Gott bestätigt werde.

## Wunder im Christentum

### Wunder im Neuen Testament
Das Neue Testament enthält verschiedene Berichte über Wunder, die Jesus von Nazaret vollbracht haben soll oder an ihm geschehen sein sollen.
Diese werden in der christlichen Theologie als Zeichen für den Heilswillen und das Heilshandeln JHWHs, des Gottes Israels, interpretiert.
Das wunderbare Handeln Jesu wird
- als Verkündigung dieses Gottes (Mk 2,12 EU; Lk 7,16 EU),
- als Zeichen für Jesu Vollmacht, im Auftrag dieses Gottes zu handeln (Mk 2,10 EU),
- als Erfüllung seiner Verheißungen (Mt 11,5 EU),
- als Realisierung des Reiches Gottes (Lk 11,20 EU),
- als Zeichen für Jesu besonderes, einzigartiges Verhältnis zu diesem Gott, ausgedrückt etwa im Bekenntnis Du bist der Christus! (Mk 8,29 EU)

verstanden.
Krankenheilungen, Austreibungen unreiner (böser) Geister und andere Wunder, zu denen Jesus seine Nachfolger beauftragt (Mk 6,7;16,17 ) und die diese in seiner Nachfolge vollbracht haben sollen, gehören aus Sicht der Urchristen zu den Gaben des Heiligen Geistes (Charismen). Für ihre Gegner waren es teilweise Zeichen für einen Bund mit dem Teufel (Mk 3,22 ). Ein Gegenmodell zum göttlich begabten Menschen war damals der Magier. Er wurde besonders im Judentum oft negativ als Scharlatan und Betrüger bewertet, der mit Satan im Bund stehe: Diese Sicht vertreten in den Evangelien bereits früh Jesu Gegner (Mk 3,22 ; Mt 27,63 ; Joh 7,12 ; 8,48  u. a.). Sie hat sich im Jesusbild des Talmud niedergeschlagen, der ihn gerade wegen seiner Wundertaten, die er als Tatsache voraussetzt, als Volksverführer zum Götzendienst (Dtn 13,2-6 ) betrachtet. Für den Apostel Paulus waren wunderbare Fähigkeiten nur dann wertvoll, wenn sie der Überwindung von Feindschaft und dem gemeinsamen Aufbau der christlichen Gemeinde dienten, die er als Leib Christi verstand (Röm 12,3–21 ).

### Theologische Sichtweisen
- Die spätantike und mittelalterliche christliche Theologie sah biblische Wunder oft als direkte, historische Fakten, die Gottes Eingreifen, seine oder Jesu Größe und Macht beweisen sollten. Die katholische Apologetik vertrat diese Sichtweise bis in die Neuzeit und betrachtete die Wunder als Indiz für die Wahrheit des Glaubens. Dies ist in der heutigen Fundamentaltheologie allerdings umstritten.
- Die reformatorische Theologie sah die endgültig geschehene Vergebung durch Kreuz und Auferweckung Jesu Christi als das Hauptwunder, das allen übrigen Wundern Ziel und Sinn gebe.
- Ähnlich wie die historische Forschung gegenüber Wunderberichten generell skeptisch ist[15], so auch die neuere liberale Theologie gegenüber Berichten von Wundern und Vorhersagen: Sie interpretiert biblische Wunderberichte oft im übertragenen Sinn (z. B. jemandem die Augen und Ohren öffnen, weil er blind und taub war gegenüber der Rede Jesu vom Reich Gottes, das zum eigentlichen Menschsein und Gottvertrauen befreie). In diesem Sinne werden Wunder gattungsgeschichtlich als eine Form betrachtet, mit der eine Botschaft des Vertrauens (ein Kerygma) vermittelt werden soll. Dieser Ansatz wird von Klaus Berger kritisiert, da in einer neutestamentlichen, an antiken Wahrnehmungen orientierten Formgeschichte eine derartige Gattung keinen Platz habe.
- Rudolf Bultmann ging von dem naturwissenschaftlich geprägten Weltbild der Neuzeit aus, das er mit dem mythischen Weltbild der Antike für unvereinbar hielt. Er sah das eigentliche Ärgernis der christlichen Botschaft im unbedingten Entscheidungsruf zu einem neuen Selbstverständnis, das nicht mehr am Weltlichen hafte. Um diesen Kern freizulegen, vertrat er das Programm einer „Entmythologisierung“ des Neuen Testaments. Bekannt wurde sein Ausspruch: „Man kann nicht elektrisches Licht benutzen, moderne medizinische Mittel in Anspruch nehmen und gleichzeitig an die Geister- und Wunderwelt des Neuen Testamentes glauben.“[16]

### Wunder in Heiligenlegenden
Eine relativ große Zahl von meist lateinischen Schriftzeugnissen, die aus dem Mittelalter erhalten sind, berichten von Wundern, insbesondere von Krankenheilungen durch die Vermittlung von Heiligen. Diese sogenannten „Mirakelberichte“ finden sich als Versatzstücke von Heiligenlegenden, etwa in Viten heiliger Bischöfe.
Seit den 1980er Jahren beachtet die Historiographie Mirakelberichte als wichtige Quellen für die Alltags- und Mentalitätsgeschichte. In diesen Texten kommen heilungssuchende Pilger vor, wodurch die Berichte Aufschlüsse über Arbeits- und Lebensbedingungen, Krankheiten oder Ernährungsgewohnheiten jener unteren Volksschichten geben, die ansonsten im Schriftgut jener Zeiten kaum vorkommen.

### Wunder in der Neuzeit

#### Römisch-katholische Kirche
- An Wallfahrtsorten wird immer wieder von Wundern berichtet, die durch Fürsprache bestimmter Heiliger bewirkt sein sollen. Bekannte Wallfahrtsorte sind u. a. Lourdes (Marienerscheinungen und Wallfahrt in Lourdes), Fátima (Sonnenwunder) und Altötting.
- Lediglich in der katholischen Kirche anzutreffen sind sogenannte Hostienwunder bzw. eucharistische Wunder, deren bekanntestes das Eucharistische Wunder von Lanciano aus dem achten Jahrhundert sein dürfte. Jedoch sind auch aus jüngster Zeit solche Ereignisse bekannt, darunter vornehmlich eines, das sich am 1. Mai 1992 in der Pfarrkirche Santa Maria im Viertel Almagro y Caballito in der Altstadt von Buenos Aires zugetragen haben soll, sowie ein weiteres in der Pfarrkirche St. Antonius von Padua im polnischen Sokółka im Jahre 2008.[17]
- Die Bewirkung eines Wunders gilt außer im Falle des Martyriums als Voraussetzung für die Selig- und Heiligsprechung eines ehrwürdigen Dieners Gottes.[18]

#### Wunder im Bahaitum
Die Wunder der Manifestationen Gottes in der Bahai-Religion werden spirituell gedeutet. So wird etwa die Auferweckung des Lazarus durch Jesus als die Auferweckung aus dem spirituellen Tod – und nicht aus dem körperlichen Tod – interpretiert. Zwar könnten die Manifestationen kraft ihrer göttlichen „Vollmacht“ außernatürliche Wunder bewirken, sie täten dies jedoch nicht, da dies weder den Anspruch der Manifestationen legitimierte, noch die Menschen spirituell erziehe. Überdies seien solche Wunder nur für diejenigen überprüfbar, die Zeugen des Wunders sind. Die Bahai-Religion gibt in ihren heiligen Texten eine durchgängige Interpretation der Symbolik in den Wundern Jesu und anderer Offenbarer (z. B. Jonas, Mose, Mohammed) an; siehe dazu Wunder Jesu in der Bahai-Religion.